# Maurice Pradines
Pour les articles homonymes, voir Pradines.
Maurice Pradines (Glovelier, Suisse, 1874 - Paris, 1958) est un philosophe français. Pradines, bien qu'original, s'inscrit dans la lignée des philosophes de l'esprit de l'entre-deux-guerres. Il a développé une philosophie de la connaissance à la lumière d'une problématique de la sensation.

## La pensée pradinésienne
Pradines soutient en 1909 une thèse de doctorat de philosophie sur le thème Les postulats métaphysiques de l'utilitarisme de Stuart Mill et de Spencer. Le problème de la sensation est renvoyé, chez Pradines, à celui de l'union de l'âme et du corps. Nombre d'auteurs classiques (Descartes et Malebranche) ont pensé théoriquement leur séparation. Pradines pose la thèse inverse : celle de l'immanence de l'esprit au corps. En effet, tout phénomène psychique qu'il soit primaire ou élaboré est avant tout celui d'un vivant. Comment alors le corps procède de l'esprit ? Pradines montre que pour expliquer ce rapport, il faut constituer une histoire ou une genèse de la vie de l'esprit.
Si l'esprit est celui d'un vivant, alors il faut répondre à cette question : qu'est-ce que la vie ?
Pradines en distingue deux modalités : la vie besogneuse et la vie défensive. Elles se caractérisent par deux mouvements respectifs :
- Le mouvement d'involution définit une tendance à se conserver. Le vivant perdure en s'auto-organisant. D'une part, il est capable de se replier sur soi et d'autre part de persévérer dans la distinction vis-à-vis de ce qui n'est pas lui.

- Le mouvement d'évolution définit la confrontation et la collaboration avec l'altérité qui constitue le réel.

C'est qu'au départ, l'homme à une tendance égoïste : il s'aime soi. Or, pour perdurer, il faut bien qu'il trouve des moyens de se conserver. Par conséquent, il n'aura de choix que de se confronter au monde. Ce contact avec l'extériorité est capital : c'est lui qui va rendre possible la distinction entre âme et esprit.
C'est que comme tendance première à la conservation, comme tension originaire vers soi et vers l'autre comme soi, la vie est amour, animation, âme. L'âme est le premier degré de spiritualisation du vivant, comme tendance vers quelque chose. 
Dès lors, comment l'âme se constitue esprit ?
C'est là que la sensation intervient comme point de hâte de la pensée pradinésienne et se distingue en deux catégories :
- La sensibilité besogneuse par laquelle le corps recherche ce qui est utile.

- La sensibilité défensive qui consiste à fuir ce qui menace.

La philosophie, selon Pradines, ne s'est jamais correctement interrogée sur le problème de la sensation. D'emblée, il vise les empiristes comme ceux qui ont manqué l'essentiel : ils ne tenaient la sensation que comme point de départ de la connaissance. En réalité, la philosophie s'attache presque toujours aux causes et jamais à la fonction. C'est que la sensation, en sa fonction, est justement primordiale puisque quelqu'un qui la provoque dans un corps vivant ne le fait que si cela l'intéresse et acquiert un sens pour sa vie.
La sensation est ce phénomène psychique par lequel la vie se donne quelque chose à comprendre du réel auquel elle se confronte. Cependant, si elle s'avère primordiale, elle n'est pas la donnée première de l'esprit. 
Ce qui la précède, c'est l'affectivité : car il faut bien éprouver pour sentir. Là encore, Pradines distingue deux occurrences :
- La sensibilité affective ou sensitive : impersonnelle, elle ne fournit pas de connaissance de l'objet mais juste des états de douleur ou de plaisir vis-à-vis de lui. Elle ne se localise en aucune partie précise du corps.

- La sensibilité sensorielle ou sensorialité : c'est la fonction perceptive d'organes déterminés : elle génère des informations plus ou moins précises.

La sensorialité rend possible le sens du besoin et de la défense. Mais, elle n'est pas plus ou moins affective. Car l'affectivité qui est floue et vague ne peut être divisée en degrés. La sensorialité est plutôt plus ou moins représentative.
Si l'affectivité (sensibilité affective) se caractérise par le plaisir ou la douleur, c'est entre ces deux extrêmes que la sensorialité pourra s'exercer. C'est alors que la sensation devient une perception ou ce que l'on pourrait appeler une sensation insensible.
Qu'en est-il alors de cet apparent paradoxe ?
C'est l'espace qui se constitue dans la sensorialité : nous percevons toujours ce qui n'est pas nous en fonction de notre adaptation au réel. Ceci, c'est nos sens de la défense qui nous le permettent (tactilité thermique, mécanique, l'ouïe, la vue...) car s'il n'y a pas fuite il y a, par la mise à distance, prévision de la douleur possible. Ces sens sont propres à l'espace et donc à l'esprit parce qu'ils n'englobent pas aveuglément le réel mais permettent une connaissance intellectuelle par la profondeur qu'ils instaurent dans nos relations aux objets. En se faisant déployer l'espace, le vivant accède au monde de l'esprit c'est-à-dire à l'intelligence et à la connaissance.

## Œuvres (listes non exhaustive)
- Philosophie de la sensation : I. Les Sens du besoin, Paris, Belles Lettres, 1932. II. Les Sens de la défense, Paris, Belles Lettres, 1934.
- Traité de psychologie générale, PUF, coll. Dito, Paris, réédition 1986.
- La Fonction perceptive, Cours de la Sorbonne (1941), Paris, Delanoël-Gonthier, 1981.
- L'esprit de la religion, Aubier, Paris, 1941
- L'Aventure de l'esprit dans les espèces, Paris, Flammarion, Bibliothèque de philosophie scientifique, 1954.
- Le Beau Voyage, Paris, Le Cerf, 1982.
- Critiques des conditions de l'action, (en deux volumes), 1909.